# تي آر تي الوثائقية
تي آر تي الوثائقية (بالتركية: TRT Belgesel)‏ (تي آر تي بيلغاسال) هي قناة تركية تابعة لمؤسسة الإذاعة والتلفزيون التركية تبث البرامج الوثائقية.